# Раутио, Карл Эрикович

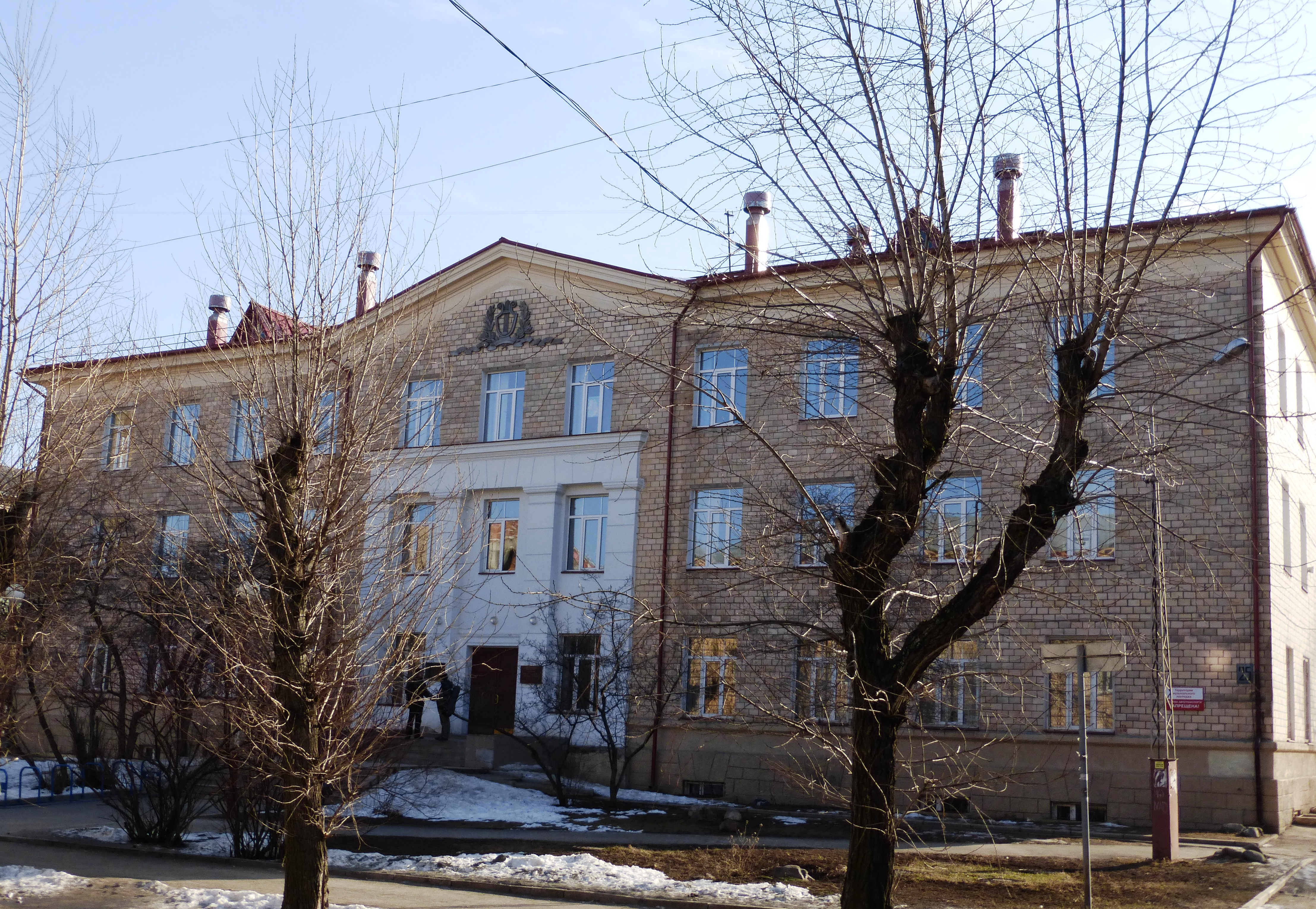
Музыкальный колледж им. К. Э. Раутио в Петрозаводске на ул. Свердлова

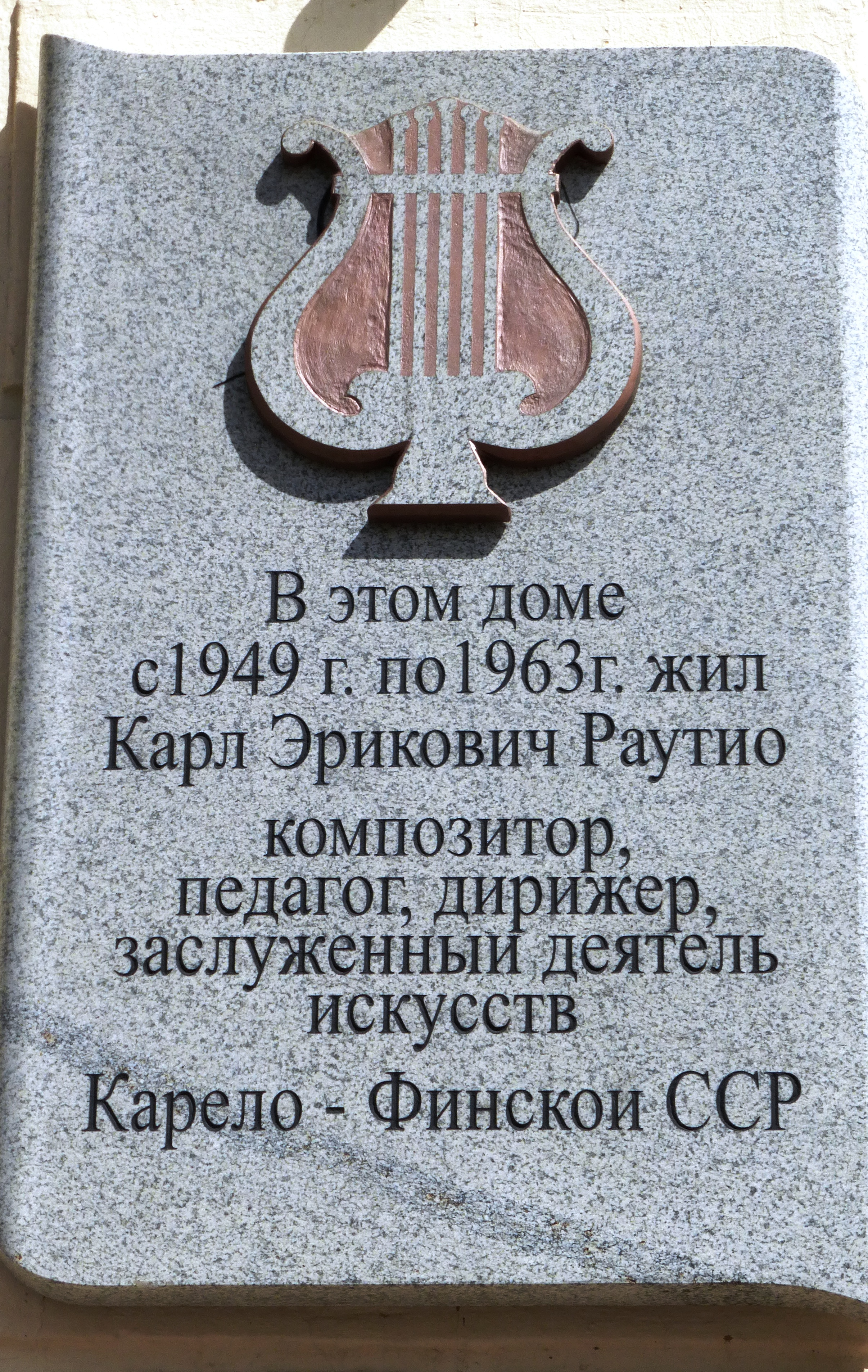
Памятная доска в Петрозаводске на здании по ул. Кирова, 24.

Карл Э́рикович Ра́утио (1889—1963) — советский композитор, дирижёр, заслуженный деятель искусств Карело-Финской ССР (1946).

## Биография
Родился в крестьянской семье.
В 1903 году, вместе со старшим братом, приехал в США на заработки. Работал забойщиком на угольной шахте. Играл в духовом оркестре шахтёрского рабочего клуба. После окончания заочных музыкальных курсов в училище Чикаго, работал музыкальным руководителем в рабочем клубе города Астория (Орегон).
В 1916—1920 годах учился в музыкальном колледже Калифорнийского университета Беркли.
В 1922 году приехал в СССР, в Петрозаводск. Работал преподавателем музыки в Петрозаводском педагогическом техникуме, организовал хор и оркестр из преподавателей и учащихся техникума.
В 1926 году закончил работу над своей первой сюитой для симфонического оркестра — «Карельская свадьба».
В 1931—1935 организатор и дирижёр симфонического оркестра радио Автономной Карельской ССР.
В 1937 году был одним из организаторов Союза композиторов Карельской АССР, оркестра народных инструментов «Кантеле». Им обработано более 60 народных мелодий, создал более 40 песен: «Звучи моё кантеле», «Песня сплавщиков», «Дума лесоруба», «Моя карельская земля» и другие, многие из которых до сих пор в репертуаре ансамбля «Кантеле».
Принимал активное участие в организации и открытии в 1938 году Петрозаводского музыкального училища.
С 1945 года — музыкальный руководитель Финского драматического театра. Написал музыку к девяти спектаклям театра: «Семеро братьев» и «Куллерво» А. Киви, «Огни Марикоски» Я. Ругоева, «На сплавной реке» Т. Паккала и другим.
В 1948—1955 годах — председатель правления Союза композиторов Карело-Финской ССР, член правления Союза композиторов СССР.
Избирался депутатом Верховного Совета Карельской АССР трёх созывов.
Похоронен на Сулажгорском кладбище Петрозаводска (участок 1).

## Награды
- Два ордена Трудового Красного Знамени (в том числе 29.10.1951[1]).
- орден «Знак Почёта» (22.09.1959).
- заслуженный деятель искусств Карело-Финской ССР (1946).

## Память
- В 1971 году Петрозаводскому музыкальному училищу присвоено имя Карла Эриковича Раутио (ныне Петрозаводский музыкальный колледж имени К. Э. Раутио).
- В 2013 году в Петрозаводске состоялось открытие мемориальной доски Карлу Эриковичу Раутио.

## Семья
- Первая жена — Хильда Карловна Хаарала (1894—1953). Брак заключён в США, штат Юта.
- Вторая жена (с 1925) — Ауне Георгиевна Виртавуори (1905—1978?).
  - Сын — Раутио Эрик Карлович (1926—1989), солист-кантелист, руководитель духового оркестра в Ухте, ансамбля кантелистов Государственного ансамбля песни и танца Карелии «Кантеле». Заслуженный артист РСФСР и Карельской АССР[2].
  - Сын — Раутио Хейно Карлович (1928—1960) — музыкант. Жена Тамара Михайловна, сын Карл Хейнович[3] был женат первым браком на певице Нине Раутио Второй сын Роберт Хейнович Раутио, женат на Марине Раутио (дети: Павел и Дмитрий[4][5].
  - Сын — Раутио Ройне Карлович (1934—1960) — композитор, дирижёр, исследователь фольклора. Работал в ансамбле «Кантеле»[6][7].
  - Дочь — Раутио Ирина Карловна (род. 1938)

## Опубликованные произведения
- Rautio K. Musiikkiopin alkeet [Основы музыкальной грамоты]. — Petroskoi : Kirja, 1936. — 48 s. : kuv. — Текст фин.
- Rautio K. Koulun laulukirja [Школьный песенник] — Petroskoi : Kirja, 1935. — 165 s. — Текст фин.
- Раутио К. Моя карело-финская земля [Ноты] / Две части из «Карельской сюиты». — М.: Музгиз, 1951. — 25 с.
- Rautio K. Meilla tyo on kunnia suuri [У нас работа в большом почёте]. — Petroskoi: Karjalais-Suomalaisen SNT: n valtion kustannusliike, 1951. — 5 s. — Текст фин.
- Rautio, K. Suksimiesten laulu [Песня о лыжниках]. — Petroskoi: Karjalais-Suomalaisen SNT: n valtion kustannusliike, 1951. — 3 s. — Текст фин.
- Выйди, выйди [Ноты] : фин. нар. песня для хора без сопровожд. — М.: Совет. композитор, 1959. — 11 с.
- Трал-ла-рал-ла [Ноты]: фин. нар. песня для хора с сопровожд. ф-п. — М.: Совет. композитор, 1959. — 5 с.
- Деревенская полька [Ноты]: фин. нар. песня для голоса с сопровожд. ф-п. — М.: Совет. композитор, 1959. — 7 с.

Ряд произведений К. Э. Раутио представлен только в рукописном виде и хранится в фондах Национальной библиотеки Республики Карелия.

## Дискография
- Раутио К. Похьёла [Звукозапись]: сюита на темы Калевалы / исполн.: Орк. нар. инструментов Петрозав. консерватории, дир. Г. Миронов. Острова: сев. фреска для баяна и камер. анс. / А. Репников, исполн.: В. Соловьёв, баян, Камер. анс., дир. И. Логунов. — Л.: Мелодия, 1978. — 1 грп.
- Раутио К. Похьёла [Звукозапись]: сюита на темы Калевалы / исполн.: Орк. нар. инструментов Петрозав. консерватории, дир. Г. Миронов // Музыка композиторов Карелии. — Петрозаводск, 2005. — Вып. 3. — 1 электрон. опт. диск (CD-R).
- Раутио К. Импровизация [Звукозапись]: на тему карел. нар. песни «Плачет девушка» / К. Раутио; исполн. Гос. анс. Карел. АССР «Кантеле» // Музыка композиторов Карелии. — Петрозаводск, 2005. — Вып. 4. — 1 электрон. опт. диск (CD-R).
- Раутио К. Карельская свадьба [Звукозапись] / К. Раутио; исполн.: Симф. орк. Карел. телевидения и радио, дир. С. Пугачёв // Музыка композиторов Карелии. — Петрозаводск, 2005. — Вып. 5. — 1 электрон. опт. диск (CD-R).
- Раутио К. Кимасозеро [Звукозапись] / К. Раутио // Музыка композиторов Карелии. — Петрозаводск, 2005. — Вып. 5. — 1 электрон. опт. диск (CD-R).
- Раутио К. Финская народная песня [Звукозапись] / муз. К. Раутио; исполн. Квартет кантеле // Музыка композиторов Карелии. — Петрозаводск, 2006. — Вып. 8. Карельские и финские песни. — 1 электрон. опт. диск (CD-R).